# Сухолесы
Сухоле́сы (укр. Сухоліси) — село, входит в Белоцерковский район Киевской области Украины.
Население по переписи 2001 года составляло 1157 человек.

## История
Сухолесье, село в Киевской области. 3 км южн. села, на незначительной возвышенности лев. бер. р. Роси, городище. Овальная в плане (площадь — 0,95 га) площадка поселения обнесена валом (высотой 2—2,5 м) и рвом. Культурный слой слабо насыщен обломками древнерусской гончарной керамики. К Ю-В от городища вдоль берега реки расположено открытое селище с материалами конца XI—XIII вв.

## Местный совет
09173, Киевская обл., Белоцерковский р-н, с. Сухолесы, ул. Гагарина, 2